# Belba limasetosa
Belba limasetosa är en kvalsterart som beskrevs av Bulanova-Zachvatkina 1962. Belba limasetosa ingår i släktet Belba och familjen Damaeidae. Inga underarter finns listade.